# Cis-3-Hepten
cis-3-Hepten ist eine chemische Verbindung aus der Gruppe der aliphatischen, ungesättigten Kohlenwasserstoffe. Sie ist isomer zu trans-3-Hepten.

## Vorkommen
cis-3-Hepten kommt in Steinkohlenteer-Naphtha vor.

## Gewinnung und Darstellung
cis-3-Hepten kann durch Reaktion von 3-Heptin mit Wasserstoff und einem Lindlar-Katalysator gewonnen werden.

## Eigenschaften
cis-3-Hepten ist eine leicht entzündbare, leicht flüchtige, farblose Flüssigkeit mit benzinartigem Geruch, die praktisch unlöslich in Wasser ist.

## Sicherheitshinweise
Die Dämpfe von cis-3-Hepten können mit Luft ein explosionsfähiges Gemisch (Flammpunkt −7 °C, Zündtemperatur 260 °C) bilden.